# Bobby Brown (chanson)
Pour les articles homonymes, voir Bobby Brown et Brown.
Bobby Brown (ou Bobby Brown Goes Down) est une chanson de Frank Zappa parue dans son album Sheik Yerbouti en 1979
Comme toutes les chansons de ce disque, Bobby Brown est enregistrée live durant la tournée  européenne 1978 de Frank Zappa (dont les concerts sont donc constitués en partie de chansons inédites à paraitre sur ce futur album), et plus précisément fin février à l'Hammersmith Odeon de Londres, puis retravaillée en studio. Le groupe qui l'accompagne alors est composé de Terry Bozzio (batterie, chant), Adrian Belew  (guitare, chant), Patrick O'Hearn (basse), Ed Mann (percussions), Tommy Mars (claviers, chant) et Peter Wolf (claviers),. 
Cette chanson humoristique évoque le personnage de Bobby Brown qui se présente comme le « rêve américain », un « mignon fils de pute » séducteur invétéré dont l'existence bascule quand il a un rapport sexuel avec « une lesbienne du nom de Freddie ». Il ne sait plus dès lors s'il est « un garçon ou une fille » et devient une figure transsexuelle. 
Ainsi, il y a des modifications entre le premier refrain (« Oh God I am the American dream / I do not think I'm too extreme / An' I'm a handsome sonofabitch / I'm gonna get a good job 'n be real rich (Oh mon Dieu je suis le rêve américain / je ne crois pas être trop extrême / et je suis un mignon fils de pute / je vais trouver un bon boulot et devenir vraiment riche ») et le deuxième refrain (« Oh God I am the American dream / But now I smell like Vaseline / An' I'm a miserable sonofabitch / Am I a boy or a lady . . . I don't know which » (Oh mon Dieu je suis le rêve américain / mais maintenant, je sens la vaseline / et je suis un misérable fils de pute / Suis-je un garçon ou une fille ? Je ne sais pas lequel). 
Cette chanson, également publiée en single, a rencontré le succès, tout particulièrement en Europe, puisqu'elle a été no 1 durant onze semaines en Norvège et trois semaines en Suède. Elle fut par contre censurée aux États-Unis.